# مقياس غلاسكو للنتائج
مقياس غلاسكو للنتائج (بالإنجليزية: Glasgow Outcome Scale)‏ هو مقياس للمرضى الذين يعانون من إصابات في المخ، مثل الصدمات الدماغية التي تجمع مجموعة من الضحايا حسب درجة استرداد الصحة. كان الوصف الأول في عام 1975 من قبل براين جنيت وبوند.

## التطبيق
ينطبق مقياس غلاسكو للنتائج على المرضى الذين يعانون من تلف في الدماغ مما يسمح بإجراء تقييم موضوعي لشفائهم في خمسة فئات. وهذا يتيح للتنبؤ بمسار إعادة التأهيل على المدى الطويل للعودة إلى العمل والحياة اليومية.[بحاجة لمصدر]
| 1 | الموت                  | إصابة شديدة أو الموت من دون استرجاع الوعي.                          |
| 2 | الحالة الخضرية الدائمة | أضرار جسيمة مع حالة طويلة من عدم الاستجابة ونقص الوظائف العقلية.    |
| 3 | عجز شديد               | إصابة شديدة مع الحاجة الدائمة للمساعدة في أنشطة الحياة اليومية.     |
| 4 | عجز متوسط              | لا حاجة للمساعدة في أنشطة الحياة اليومية، ولكن قد يتطلب معدات خاصة. |
| 5 | عجز ضعيف               | اضرار طفيفة مع العجز العصبي والنفسي البسيط.                         |

### توسيع نطاق
مقياس غلاسكو للنتائج الموسعة (Glasgow Outcome Scale Extended (GOSE، هو نسخة موسعة من المقياس، قسم ثانية على النحو الآتي:
| 1.الموت                |
| 2.حالة الغيبوبة        |
| 3. العجز الشديد السفلي |
| 4.العجز الشديد العلوي  |
| 5.العجز المتوسط السفلي |
| 6.العجز المتوسط العلوي |
| 7.شفاء جيد سفلي        |
| 8.شفاء جيد علوي        |